# X1 (banda)
X1 (hangul: 엑스원; Ekseuwon) fue una boy band surcoreana de K-pop compuesta por once miembros bajo el manejo de Swing Entertainment, subsidiaria de Stone Music Entertainment que debutó en 2019. El grupo fue formado por CJ E&M a través del reality show de Mnet Produce X 101.
El 27 de agosto de 2019, X1 hizo su debut oficial con el EP, Emergency: QUANTUM LEAP.

## Carrera

### Pre-debut:Produce X 101
X1 estaba formado por los ganadores de la cuarta temporada del programa de supervivencia PRODUCE X 101 de Mnet Media, que se emitió desde el 3 de mayo de 2019 hasta el 19 de julio de 2019. De los 101 participantes iniciales que participaron, los 10 finales fueron elegidos entre los 20 participantes restantes por votos de la audiencia en la última semana del espectáculo. El miembro final, conocido como miembro de rango X, se selecciona de los aprendices restantes con los votos combinados más altos en todos los episodios del programa. Todos los miembros fueron anunciados a través de una transmisión de televisión en vivo el 19 de julio de 2019.
Antes del programa, algunos de los miembros ya habían estado activos en la industria de la música. Cho Seung-youn debutó como miembro del grupo chino-coreano en UNIQ en 2014. También debutó como artista solista y productor musical con el nombre artístico de Luizy en 2016, antes de cambiarlo a WOODZ en 2018. Kim Woo Seok debutó en UP10TION bajo el nombre de WOOSHIN en septiembre de 2015. Han Seung Woo debutó como miembro y líder de VICTON en noviembre de 2016. Lee Han Gyul debutó previamente como miembro del grupo de baladas IM de Yama&Hotchicks Entertainment y compitió con sus compañeros en The Unit de KBS2, donde terminó en el 13° lugar. Nam Do Hyon, participó en Under Nineteen de MBC como miembro del equipo de rap y terminó en el puesto 42° del programa.

### 2019:Emergency: QUANTUM LEAP
El 22 de julio, realizaron su primer VLIVE en donde anunciaron que el grupo realizaría su Showcase debut el 27 de agosto en el Gocheok SkyDome. Además, llevaron a cabo una votación en vivo, para decidir su líder. Las 22,000 entradas para su showcase debut se agotaron durante la preventa exclusiva para los miembros de su fancafe oficial en el momento en el que inició la venta.
El 1 de agosto, se anunció que el álbum de debut se titula Emergency: QUANTUM LEAP y la canción principal será "FLASH", compuesta por Score, Megatone y Onestar (Monotree).
El reality show debut del grupo X1 Flash se estrenará el 22 de agosto de 2019 en Mnet. La realidad seguirá a los miembros mientras se preparan para su debut, y también dará un vistazo a sus vidas reales y emociones honestas.
Finalmente, el 27 de agosto, X1 realizó su debut. Establecieron un nuevo récord por la mayor cantidad de álbumes vendidos por un grupo en el primer día de su debut en Hanteo, superando las 268,000 copias. Esto los convierte en el grupo de la serie PRODUCE que más copias ha vendido con su debut. También los coloca en la posición #3 de la mayor cantidad de copias vendidas de un álbum el primer día en Hanteo del 2019.
La canción "Flash" debutó en posiciones altas en las tablas musicales coreanas, entrando #2 en Bugs, #4 en MelOn, #8 en Genie, #10 en Soribada, #11 en Mnet y #25 en FLO, resultados muy buenos para un grupo primerizo. El grupo tuvo su primer espectáculo de música en Mnet's M!Countdown el 29 de agosto de 2019. Ganaron su primer trofeo musical en SBS MTV The Show el 1 de septiembre.

### 2020: Disolución del grupo
El 6 de enero de 2020, los representantes de cada una de las agencias de los integrantes de la banda sostuvieron una reunión para definir el futuro del grupo luego de los escándalos de manipulación de votos en los programas de supervivencia de Mnet, en este caso, el de Produce X 101, al final de la reunión el comunicado oficial fue revelado: "Hola. Esto es Play M Entertainment, Yuehua Entertainment, TOP Media, OUI Entertainment, MBK Entertainment, Woollim Entertainment, DSP Media, Starship Entertainment y Brand New Music. Cada una de las agencias negociamos bajo la condición de un acuerdo unánime, pero no pudimos llegar a un acuerdo, por lo que hemos decidido su disolución".

## Miembros
| Nombre artístico | Nombre artístico | Nombre de Nacimiento | Nombre de Nacimiento | Fecha de Nacimiento                | Lugar de Nacimiento                                             | Posición                                                 |
| Romanización     | Hangul           | Romanización         | Hangul               | Fecha de Nacimiento                | Lugar de Nacimiento                                             | Posición                                                 |
| ---------------- | ---------------- | -------------------- | -------------------- | ---------------------------------- | --------------------------------------------------------------- | -------------------------------------------------------- |
| Seung Woo        | 승우             | Han Seung Woo        | 한승우               | 24 de diciembre de 1994 (30 años)  | Buk-gu, Busan, Corea del Sur                                    | Líder, Vocalista y Bailarín. Actual miembro de VICTON.   |
| Seung Youn       | 승연             | Cho Seung Youn       | 조승연               | 5 de agosto de 1996 (29 años)      | Gyeonggi-do, Corea del Sur                                      | Vocalista, Rapero y Bailarín.                            |
| Woo Seok         | 우석             | Kim Woo Seok         | 김우석               | 27 de octubre de 1996 (28 años)    | Daedeok-gu, Daejeon, Corea del Sur                              | Vocalista y Bailarín. Actual miembro de UP10TION.        |
| Yo Han           | 요한             | Kim Yo Han           | 김요한               | 22 de septiembre de 1999 (25 años) | Jungnang-gu, Seúl, Corea del Sur                                | Vocalista y Bailarín. Actual miembro de WEi.             |
| Han Gyul         | 한결             | Lee Han Gyul         | 이한결               | 7 de diciembre de 1999 (25 años)   | Namdong-gu, Incheon, Corea del Sur                              | Vocalista y Bailarín. Actual miembro de BAE173.          |
| Jun Ho           | 준호             | Cha Jun Ho           | 차준호               | 9 de julio de 2002 (23 años)       | Gwangcheon-eup, Hongseong-gun, Chungcheongnam-do, Corea del Sur | Vocalista y Bailarín. Actual miembro de DRIPPIN.         |
| Dong Pyo         | 동표             | Son Dong Pyo         | 손동표               | 9 de septiembre de 2002 (22 años)  | Yeongdeok-gun, Gyeongsangbuk-do, Corea del Sur                  | Vocalista y Bailarín. Actual miembro de MIRAE.           |
| Min Hee          | 민희             | Kang Min Hee         | 강민희               | 17 de septiembre de 2002 (22 años) | Suncheon-si, Jeollanam-do, Corea del Sur                        | Vocalista y Bailarín. Actual miembro de Cravity.         |
| Eun Sang         | 은상             | Lee Eun Sang         | 이은상               | 26 de octubre de 2002 (22 años)    | Isla Jeju, Corea del Sur                                        | Vocalista y Bailarín                                     |
| Hyeong Jun       | 형준             | Song Hyeong Jun      | 송형준               | 30 de noviembre de 2002 (22 años)  | Tongyeong-si, Gyeongsangnam-do, Corea del Sur                   | Rapero, Vocalista y Bailarín. Actual miembro de Cravity. |
| Do Hyon          | 도현             | Nam Do Hyon          | 남도현               | 10 de noviembre de 2004 (20 años)  | Icheon-si, Gyeonggi-do, Corea del Sur                           | Rapero, Bailarín y Maknae. Actual miembro de BAE173.     |

## Discografía

### EP
| Título                                                                                      | Detalles del álbum                                                                                        | Posiciones en gráficos | Ventas         |
| Título                                                                                      | Detalles del álbum                                                                                        | COR                    | Ventas         |
| ------------------------------------------------------------------------------------------- | --- | ---------------------- | -------------- |
| Emergency: QUANTUM LEAP                                                                     | - Lanzamiento: 27 de agosto de 2019 - Discográfica: Swing Entertainment - Formatos: CD y descarga digital | 1                      | - COR: 462,733 |
| "—" denota los lanzamientos que no han sido publicados o no se han publicado en esa región. | |                        |                |

## Filmografía

### Programas de Televisión
| Año  | Programa                  | Cadena    | Notas                                                                     |
| ---- | ------------------------- | --------- | ------------------------------------------------------------------------- |
| 2019 | Mafia Game in Prison      | tvN       | Ep.: 25 / Miembros: Kim Woo Seok, Kim Yo Han, Song Hyeong Jun             |
| 2019 | Idol Room                 | JTBC      | Ep.: 67 / Miembros: Todos                                                 |
| 2019 | Let's Eat Dinner Together | JTBC      | Ep.: 143 / Miembros: Kim Woo Seok, Kim Yo Han                             |
| 2019 | TMI News                  | Mnet      | Ep.: 13 / Miembros: Han Seung-woo, Kim Yo Han, Song Dong Pyo, Nam Do Hyon |
| 2019 | We K-Pop                  | KBS World | Ep.: TBA / Miembros: Todos                                                |

### Reality Shows
| Año  | Programa | Cadena | Notas                                           |
| ---- | -------- | ------ | ----------------------------------------------- |
| 2019 | X1 FLASH | Mnet   | Contiene 4 Eps. / Participan todos los miembros |